# شهرستان نینگهای
شهرستان نینگهای (به لاتین: Ninghai County) یک منطقهٔ مسکونی در چین است که در نانگبو واقع شده‌است.